# 노키아 1

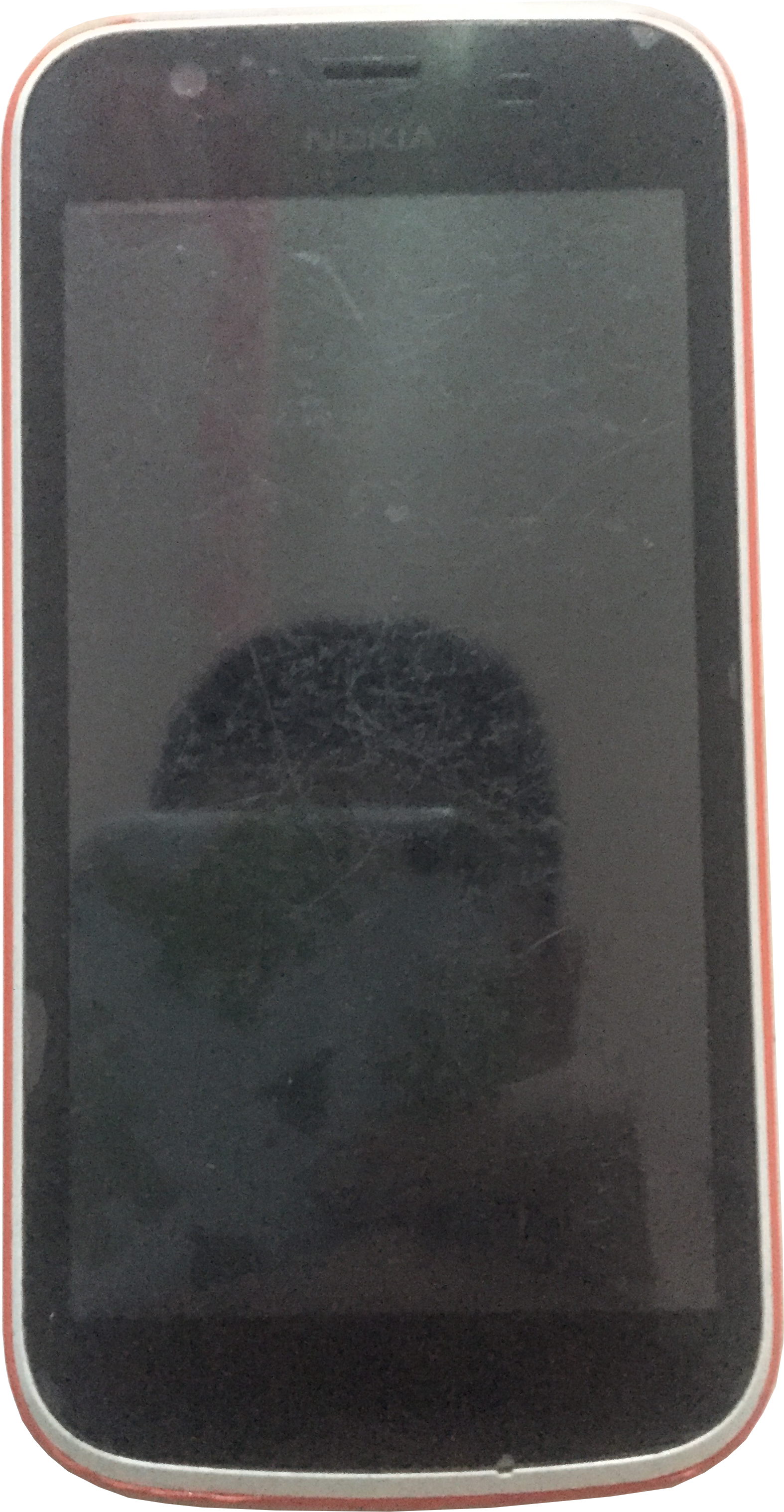

노키아 1(Nokia 1)은 HMD 글로벌에서 개발한 노키아 브랜드의 저가형 안드로이드 Go 스마트폰이다. 이 장치는 2018년 2월 25일 스페인 바르셀로나에서 열린 모바일 월드 콩그레스 2018에서 출시되었다. 이 장치는 노키아 8 시로코와 함께 노키아 브랜드 안드로이드 장치 라인업을 완성한다. 이 전화기는 또한 노키아 5110에 처음 등장한 상표명인 Xpress-on으로 판매되는 착탈식 후면 커버를 별도로 판매했다. Xpress-on이라는 이름이 2012년 노키아 루미아 710 이후 처음으로 사용되었다.